# 馬ゲタウイルス病
馬ゲタウイルス病(英: Getah virus disease in horses)とは、トガウイルス科アルファウイルス属のゲタウイルス感染を原因とするウマの感染症。ゲタウイルスはブタが自然宿主あるいは増幅動物であると考えられており、ウマへの感染は蚊によって媒介されることによる。日本では初夏から晩秋にかけて感染が成立するが、ワクチンの普及に伴いその発生数は極めて少なくなっている。感染ウマの発症率は20-30%程度であり、発症個体では発熱、発疹、浮腫などが認められる。病理所見として発疹部でのリンパ管拡張、真皮層における水腫、リンパ球や好中球の浸潤、小出血巣、全身の体表リンパ節の水腫性腫大が認められる。ウイルス分離には発熱期の血液あるいは鼻腔スワブ材料を1日齢マウス脳内、BHK細胞やVero細胞などに接種し、マウスの運動障害あるいは培養細胞の細胞変性効果(CPE)を観察する。抗体の検出には補体結合試験（CF試験）、赤血球凝集抑制試験（HI試験）、中和試験が用いられる。治療には対症療法が行われ、一般に予後は良好である。不活化ワクチンが市販されている。